# José Luis Montes Vicente
José Luis Montes Vicente (Segòvia, 10 d'agost de 1956 — Llorca, 18 d'agost de 2013) va ser un futbolista que jugava com a porter i entrenador de futbol castellanolleonès que va entrenar, entre d'altres, el Club de Futbol Villanovense, el Villanueva de la Serena (Badajoz) i el Centre d'Esports Sabadell.

## Trajectòria
Com a futbolista es va iniciar en el Castella, i sota la disciplina del filial madridista se'n va anar cedit a l'Espanyol de Sant Vicente, Club Getafe Esportiu i Alcalá. Posteriorment va ser traspassat al Reial Valladolid i després a l'Esportiu de La Corunya, on va estar tres temporades, i més tard va fitxar per l'Hèrcules per tres temporades, encara que va rescindir el contracte sense complir-les al complet.

## Mort
José Luis Montes va morir el 18 d'agost de 2013, víctima d'un càncer.

## Clubs

### Com a futbolista
| Club                         | País    | Any       | Partits |
| ---------------------------- | ------- | --------- | ------- |
| Real Madrid Castella C. F.   | Espanya | 1978-1979 | 5       |
| Club Getafe Esportiu         | Espanya | 1979-1980 | 10      |
| R. S. D. Alcalá              | Espanya | 1980-1981 | ?       |
| Real Valladolid C. F.        | Espanya | 1981-1983 | 12      |
| R. C. Esportiu de La Corunya | Espanya | 1983-1986 | 88      |
| Hèrcules C. F.               | Espanya | 1986-1988 | 43      |

### Com a entrenador
| Club                 | País    | Any       |
| -------------------- | ------- | --------- |
| Écija Balompié       | Espanya | 1999-2002 |
| Algesires C. F.      | Espanya | 2002-2004 |
| O. D. Melilla        | Espanya | 2004-2005 |
| C. E. Sabadell F. C. | Espanya | 2005-2006 |
| F. C. Cartagena      | Espanya | 2006-2007 |
| Algesires C. F.      | Espanya | 2007-2008 |
| O. D. Marbella       | Espanya | 2008-2010 |
| Real Jaén C. F.      | Espanya | 2010      |
| C. P. Cacereño       | Espanya | 2010-2011 |
| O. B. Conquense      | Espanya | 2012      |
| C. F. Villanovense   | Espanya | 2013      |